# Henri Pélissier

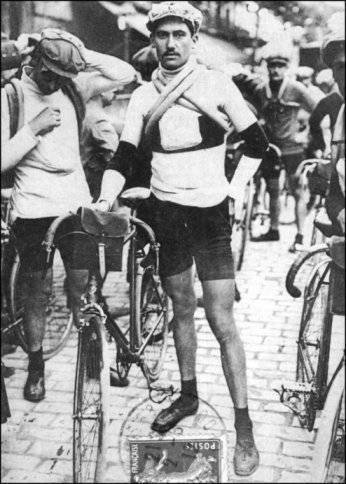
Henri Pelissier, 1919

Henri Pélissier (* 22. Januar 1889 in Paris; † 1. Mai 1935 in Dampierre-en-Yvelines) war ein französischer Radrennfahrer.
Er gewann die Tour de France 1923.

## Leben
Aufgrund seiner legendären Zähigkeit zählte Henri Pélissier bereits vor dem Ersten Weltkrieg zu den herausragenden Persönlichkeiten der „heroischen Epoche des Radsports“.
Bei der Tour de France 1924 sorgte Pélissier für einen Skandal, als er das Rennen gemeinsam mit seinem Bruder Francis Pélissier (1894–1959) bereits auf der dritten Etappe beendete. Pélissier entrüstete sich, dass ihm ein Rennkommissar ohne vorheriges Fragen unter sein Renntrikot gegriffen hatte, um zu sehen, ob er ein zweites Trikot trage. Das damalige Reglement verbot das Tragen von zwei Trikots, ebenso wie das Wegwerfen eines Trikots. Tags zuvor hatte Pélissier während der Etappe eines davon weggeschmissen, worauf er zwei Strafminuten angerechnet bekam.
In diesem Zusammenhang berichteten Henri und Francis Pélissier dem Journalisten Albert Londres, wie sie die Tour erlebten. Sie berichteten, wie strapaziös dieser Wettkampf für sie sei und dass sie nur mit „Kokain für die Augen“, „Chloroform für das Zahnfleisch“ und mit „Pillen“ durchstehen würden. Henri Pélissier gewann neben einigen Rennen der Monumente des Radsports auch eine Reihe von Eintagesrennen in Frankreich, so siegte er 1922 im Circuit de Paris und Paris–Nancy, die in Frankreich einen hohen Stellenwert hatten. Von 1920 bis 1922 gewann er Nizza–Mont Agel.
1935 starb Henri Pélissier, als ihn seine Lebensgefährtin Camille bei einer Eifersuchtsszene mit einem Schuss ins Herz erschoss – mit dem gleichen Revolver, mit dem sich seine Frau drei Jahre zuvor das Leben genommen hatte.
Die jüngeren Brüder von Henri waren die Rennfahrer Charles und Francis Pélissier; ein weiterer Bruder, Jean, fiel im Ersten Weltkrieg. Die Eltern besaßen eine Molkerei im 15. Arrondissement von Paris, genannt „Vacherie de l'Espérance“. Die drei Brüder galten als schillernde Figuren, die in Frankreich überaus populär waren.

## Pélissier bei wichtigen Rennen (Palmarès)
- Bordeaux–Paris 1919
- Lombardei-Rundfahrt 1911, 1913 und 1920
- Mailand–Sanremo 1912
- Paris–Roubaix 1919, 1921
- Paris–Tours 1922

## Pélissier bei der Tour
- 1912: ausgeschieden
- 1913: ausgeschieden (1 Etappensieg)
- 1914: 2. Platz (3 Etappensiege)
- 1919: ausgeschieden (1 Etappensieg)
- 1920: ausgeschieden (2 Etappensiege)
- 1921: nicht teilgenommen
- 1922: nicht teilgenommen
- 1923: Tour-Sieger (3 Etappensiege)
- 1924: ausgeschieden
- 1925: ausgeschieden